# 2-ossoisovalerato deidrogenasi (acilante)
La 2-ossoisovalerato deidrogenasi (acilante) è un enzima appartenente alla classe delle ossidoreduttasi, che catalizza la seguente reazione:
3-metil-2-ossobutanoato + CoA + NAD+ ⇄ 2-metilpropanoil-CoA + CO2 + NADH
L'enzima agisce anche sul (S)-3-metil-2-ossopentanoato e 4-metil-2-ossopentanoato.